# 何刚德
何刚德（1855年—1936年），字肖雅，号平斋，福建省福州府闽县（今福州市区）人，祖籍为福州府福清县龙田三村人，家族为庐江何氏。

## 生平
光绪二年（1876年）丙子举人，光绪三年（1877年）丁丑进士；光绪三年五月，分部學習，历任吏部主事，江西吉安、建昌、南昌知府。光緒三十一年（1905年），任苏州知府时，首創警察局。著有《春明梦录》、《客座偶谈》。辛亥革命后，他以前清遗老的身分退隐。民国三年（1914年）3月，他应北洋政府的请求，署江西内务司司长。6月，任江西省豫章道道尹，曾護理江西省长。民国十一年（1922年）后，因受排挤而称病辞职，寓居上海，潜心著述。

## 著作
[在维基数据编辑]
 在维基文库阅读此作者作品
- 平斋家言
- 话梦集
- 春明夢錄
- 客座偶談

## 家庭
- 何崧龄是其侄。